# Пион обратнояйцевидный
Пион обратно-овальный (лат. Paeonia obovata) — вид травянистых многолетних растений рода Пион монотипного семейства Пионовые (Paeoniaceae).

## Распространение и экология
В природе ареал вида охватывает Дальний Восток.
Произрастает в смешанных и лиственных дубовых и берёзовых лесах.

## Ботаническое описание
Корневые утолщения веретенообразные, бурые. Стебли высотой 100 и более см.
Листья дваждытройчатые, доли их продолговатые, удлиненно-яйцевидные или удлиненно-эллиптические, или же яйцевидные или обратно-коротко-заострённые, на верхней стороне сизые, покрытые восковым налётом, с нижней бледные, коротко опушённые.
Цветки широко раскрытые, диаметром до 10—12 см, жёлтые или бледно-жёлтые, лепестки при сушке по краям зеленеют.
Плоды войлочно опушённые, дугообразно-отвороченные.

## Классификация

### Таксономия
Вид Пион обратно-овальный входит в род Пион (Paeonia) монотипного семейства Пионовые (Paeoniaceae) порядка Камнеломкоцветные (Garryales).
|  |                                      |  |                                                              |                                                              |                               |  | ещё 12 семейств (согласно Системе APG III) |  |  |            |                           |
|  |                                      |  |                                                              |                                                              |                               |  |                                            |  |  |            |                           |
|  |                                      |  |                                                              | порядок Камнеломкоцветные                                    |                               |  |                                            |  |  |            | вид Пион обратно-овальный |
|  |                                      |  |                                                              | порядок Камнеломкоцветные                                    |                               |  |                                            |  |  |            | вид Пион обратно-овальный |
|  | отдел Цветковые, или Покрытосеменные |  |                                                              |                                                              | монотипное семейство Пионовые |  | род Пион                                   |  |  |            |                           |
|  | отдел Цветковые, или Покрытосеменные |  |                                                              |                                                              |                               |  | род Пион                                   |  |  |            |                           |
|  |                                      |  | ещё 44 порядка цветковых растений (согласно Системе APG III) | ещё 44 порядка цветковых растений (согласно Системе APG III) |                               |  |                                            |  |  | ещё 31 вид |                           |
|  |                                      |  |                                                              | ещё 44 порядка цветковых растений (согласно Системе APG III) |                               |  |                                            |  |  |            |                           |

### Представители
В рамках вида выделяют несколько подвидов:
- Paeonia obovata subsp. obovata

- [syn.  Paeonia japonica (Makino) Miyabe & Takeda — Пион японский]
- [syn.  Paeonia oreogeton S.Moore — Пион горный]

- Paeonia obovata subsp. willmottiae (Stapf) D.Y.Hong & K.Y.Pan

- [syn.  Paeonia willmottiae Stapf]